# Project Engage
『Project Engage』（プロジェクト・エンゲージ）は、アニプレックスによる日本のメディアミックス作品。ライトノベル作家の丸戸史明とイラストレーターのつなこをメインスタッフとして、2022年7月よりテレビアニメ『Engage Kiss』（エンゲージ・キス）を放送し、同作のコミカライズが2022年7月2日から2024年3月27日まで連載された。また、スクウェア・エニックスによるスマートフォンゲーム『Engage Kill』（エンゲージ・キル）が2023年3月1日から2024年3月21日まで配信された。

## 概要
本プロジェクトは2022年3月23日に「完全新作オリジナルプロジェクト」として発表された。同年3月26日のAnimeJapan 2022にて斉藤壮馬、会沢紗弥、Lynn、丸戸史明、柏田真一郎によるトークショーが行われ、第一報としてオリジナルテレビアニメーション『Engage Kiss』の制作が発表され、4月24日に第二報としてスマートフォンゲーム『Engage Kill』の制作が発表された。
『Engage Kiss』の放送後、2023年3月に『Engage Kill』が配信開始。2024年3月に『Engage Kill』のサービスと『Engage Kiss』コミカライズの連載が終了したことで、プロジェクトは終焉を迎えた。

## 登場人物

### Engage Kiss

#### メインキャラクター
緒方 シュウ（おがた シュウ）
声 - 斉藤壮馬、澤幡楓（幼少期）
誕生日 - 9月2日 / 年齢 - 20歳より上 / 身長 - 179cm / 血液型 - O型
零細PMC「I&S（イサム&シュウ）事務所」の社長であり、元大手PMC所属の青年。黒髪に緑のロングコートを着用し、茶色の革靴を履いている。家族全員をD災害で亡くしており、家族を殺した悪魔の捜索、延いてはD災害の解決を目的として悪魔退治を行っている。
いわゆるヒモ。貧乏で常にお金に困っており、アヤノの援助や料理などは同棲しているキサラに頼っている。お金が無いながらも煙草をよく吸うほか、パチンコやスロットなども行なっている。また、そもそも金銭に関する知識が色々と乏しく入金のシステムを理解していない所がある。
物語が進む毎にキサラの契約によって徐々に記憶がなくなっていき、アヤノやシャロンの思い出なども忘れてしまっていたが、物語終盤でキサラとの契約を解約したことで、全て記憶を戻ったと同時にキサラの記憶まで渡された。
『Engage Kill』にも登場。
つなこによると、髪型と服装はボサっとしたイメージという指定があったほか、具体的なコートの種類も挙がっていたという。当初は襟付きのシャツだったが、「もっとお金なさそうな感じで」という意見を受けて黒のロンTを着たデザインになった。
脚本の丸戸史明曰く「シュウのモデルは僕の友人でアヤノの行動はほぼ僕（経済面限定）」
ちなみにその友人はライター仲間の「王雀孫」で確定。当人は「クズ要素は俺よりむしろるーすぼ（中略）」と同じくライター仲間のるーすぼーいだと指摘していた（真偽は不明）
キサラ
声 - 会沢紗弥
誕生日 - 9月30日 / 年齢 - 数百年前から生きているため不詳 / 身長 - 158cm / 血液型 - 不明
ディープキスによって本来の力が目覚める代わりに、相手は代償を支払うという契約をシュウと交わし、悪魔退治を手伝う悪魔の少女。普段はそのことを隠し、高校生として生活している。D災害としての等級は、一般的な悪魔を凌駕するA級。
自身もI&S事務所に所属している。
シュウに対するヤンデレ。シュウのことを「優しすぎる」と評して愛しており、アヤノとはいつも彼の取り合いでいがみ合っている。しかし、SNSアカウントは相互フォローしている。
シュウとは遠い血縁関係があり、それを理由に契約ができている。数百年前、緒方家の祖先がとある村で騒がせていた女悪魔を口説いた後に出来た人間と悪魔のハーフであり、その後祖先によって彼女を洞窟に封じ込めた。そして時が経ち、家族を殺した悪魔への復讐を目的に悪魔を利用するために洞窟を訪れたシュウによって封印が解け、以後彼のパートナーとして契約を結び、現在に至る。
物語終盤でカンナとの戦闘で深手を負い、シュウを街から逃がすために最後のキスを交わしたが、彼女が契約書に書かれていた解約内容を密かに変えたため、彼に契約時に奪った記憶を返還し解約したが、シュウの記憶だけでなく自分の記憶まで渡したことにより、シュウを含めた記憶を全て失った。
記憶を失くしてからは、シュウと両想いの恋人となった。とはいえ、ヤンデレな一面は健在である。
『Engage Kill』にも登場。
つなこによると、左右非対称な要素を取り入れたり、髪や目の色が他のキャラクターから少し浮くようにデザインしたという。また、メインキャラの中で一番思い入れのあるキャラクターとしてキサラを挙げている。学校の制服はミッション系の学校と指定されたほか、美少女ゲームっぽさを意識してデザインされた。
夕桐 アヤノ（ゆうぎり アヤノ）
声 - Lynn
誕生日 - 11月2日 / 年齢 - シュウより年上（本人曰くそこまで離れていない） / 身長 - 165cm / 血液型 - A型
シュウの元恋人で、今でもシュウの面倒を見ている。シュウが元々所属していた大手PMC社長の娘であり、自身もそのPMC「AAA Defender Co.（トリプルエーディフェンダー）」に所属しているエリートエージェント。現在もシュウに好意を抱いている。巨乳。
『Engage Kill』にも登場。
つなこによると、なるべくどんなイラストでも黒ストッキングを着用させるようにしており、かなり具体的な服装や髪型の指定があったという。当初は黒髪だったが、キャラクター同士のバランスを取る中で明るい青髪になった。
シャロン・ホーリーグレイル
声 - 大久保瑠美
誕生日 - 10月4日 / 年齢 - シュウと同い年 / 身長 - 162cm / 血液型 - AB型
シュウの元恋人。実態はエクソシスト集団である星天教会に所属するシスターであり、協会のエージェント。コードネームは「純潔のシャロン」。そのコードネームに合わず、冷徹で手段選ばない性格であり、戦闘では蹴り技をメインとした格闘技であったりとシスターというイメージとは遠く離れている一方、パワードスーツ着用時も含めてシスターベールは常に脱がないなど、シスターとしての心得は守っている模様。ベイロンシティに潜む強大な悪魔を目的に訪れた。
つなこによると、最初にラフを描いた時点では性格設定が全く異なっていたという。当初は「はわわ……」系ながらスカートの裏いっぱいに潜ませた銃弾を見せるためにスカートに深いスリットを入れていたが、攻撃技が脚主体になった時にも活きるデザインになった。
『Engage Kill』にも登場。
緒方 カンナ（おがた カンナ）
声 - 鬼頭明里
誕生日 - 4月15日 / 年齢 - 中学生くらい / 身長 - 145cm / 血液型 - 不明
シュウの妹。イサムと、サユリになりすました悪魔・アスモデウスとの間に生まれた人間と悪魔のハーフ。12年前にオルゴニウム採掘場で起こった事件から行方不明となり、アスモデウスに魔界と人間界を繋ぐゲートにされた。悪魔として目覚めたときは、3歳のころから人間として満足に成長できなかったこともあってカンナ本人の意識は定まっておらず、眠っていた12年間はシュウと夢で繋がっていた。そこで堕落していく兄の姿を見ていたため、堕落の原因となった女性達を自身が目覚めた後に葬り去ろうとして、キサラ、アヤノ、シャロンを攻撃した。悪魔等級はS級。
兄のシュウが大好きなブラコン。正気になってからは気の強い性格で、特にシュウのそばにいる女性達には辛辣な態度をとる。
兄を堕落させた女たちを排除するという意思によって機械的に動いていて、言葉も満足に話せなかった。シュウたちとの闘いにより正気を取り戻し、人間として兄と再会を果たす。事件後は、自身の身体が未だに魔界とのゲートになっていることから、警察庁の地下に長期間拘束されることになったが、たびたび脱走しては兄の事務所に入り浸っている。精神年齢もほんの数日で年相応に成長しており、上記のような性格になっている。
『Engage Kill』では2023年4月30日開催のシナリオイベントよりプレイアブルキャラクターとして実装された。実装前でもシュウのキャラクターストーリーにて登場し、キサラやアヤノと変わらずに言い争っている。

#### PMC関係者
夕桐 アキノ（ゆうぎり アキノ）
声 - 渡辺明乃
アヤノの母。ベイロンシティ最大手のPMC「AAA Defender Co.」を経営する社長。シュウがAAAを去った後も彼を密かにサポートして続けている。
つなこはサブキャラの中で好きなキャラクターとして、シュウにとって支えになるシーンが多く、いつもかっこいいという理由でアキノを挙げている。
カイヤ・アナンダ
声 - 優希麻梨子
悪魔生態研究専門のPMC「アナンダLAB」の所長。シュウが悪魔（キサラ）と行動していることや、彼に汚い手口で討伐依頼を奪われるなどでI&S事務所を恨んでいる。
ドミニク・ケンネル
声 - 平林剛
獣型ロボット戦専門のPMC「ケンネル・アニマロイド」の経営者。アキノとシュウの父イサムの知人で、シュウの事情を詳しく知っている人物。
ブルーノ・クラウザー
声 - 山下タイキ
戦車戦専門のPMC「パンツァー・クラフト」の戦士長。アナンダと同様の理由でI&S事務所を恨んでいる。
ロブ・スカイランナー
声 - 寺井大樹
ドローン戦専門のPMC「ジェダイト・カンパニー」のCEO。
ザ・ジャスティス
声 - 石井隆之
ヒーロー系PMC「THE GUTS」のリーダー。右腕に義手をつけており、ブルーノ曰く「世界観が違う」熱血漢。何十発も銃撃を撃たれても死なない桁外れの強靭な肉体の持ち主。

#### ベイロンシティ警察庁退魔局
マイルズ・モーガン
声 - 松田健一郎
退魔局の巡査。かつてシュウを一年間ほど養子として育てていた。
三上 テツヤ（みかみ テツヤ）
声 - 長谷川芳明
退魔局の刑事。
芦屋 マサアキ（あしや マサアキ）
声 - 樫井笙人
退魔局の局長。

#### ベイロンシティ市庁関係者
蜂須賀 正隆（はちすか まさたか）
声 - 小野寺悠貴
ベイロンシティ市長。
蜂須賀 莎花（はちすか シェンファ）
声 - 内田彩
ベイロンシティ副市長。市長である蜂須賀正隆の長女。
蜂須賀 凛花（はちすか リンファ）
声 - 大西沙織
ベイロンシティ副市長。蜂須賀正隆の次女。アヤノの友人でもある。
蜂須賀 ミハイル（はちすか ミハイル）
声 - 逢坂良太
蜂須賀正隆の息子。キサラの学校の生徒会長。
『Engage Kill』にも登場。

#### シュウの家族
緒方 イサム（おがた イサム）
声 - 土田大
シュウの父親。
緒方 サユリ（おがた サユリ）
声 - 酒井玲
シュウの母親。

#### 悪魔憑き・悪魔代理人関係者
赤髪の青年（本名不明）
声 - 門馬勝貴
D災害レベル：C級
本名・住所・職業共に不明の赤髪の青年。契約理由も不明。ベイロンタワー地下カジノのお得意様だったらしい。カジノで警備員に銃撃を受けた後、悪魔化。伸縮可能な4つの腕を持つ人型の巨体で、番犬の眷属を召還することが可能。シュウとキサラの連携で討伐された。
鹿島 ヨシト（かしま ヨシト）
声 - 市川太一
D災害レベル：非認定
ベイロン工科大学の8年生。契約理由は蜂須賀正隆市長の暗殺。悪魔憑き容疑で退魔局が家宅捜査したところ、偶然的に市長暗殺計画が明らかになる。元々ベイロンシティーの体制に反感を持っており、シュウの父についても知っているらしい。爬虫類に近い容姿で、パーカーとスニーカーを着用したラフな格好をしており、フードから単眼が露出している。キサラと同様に壁のすり抜けが可能。人間としての理性を維持しており、会話も可能。そのため退魔局から作戦を討伐から捕獲に変更された。それを受けたシュウが速達便で頼んだ捕獲武器を積んだ配達トラックに轢き飛ばされ気絶、拘束された。1話冒頭でもジュンヤと悪魔の取引をしている人間時のヨシトの姿が確認できる。
研究員を装った他国のスパイ（本名不明）
D災害レベル：B級
「渥美 ハヤト (本人は3年前に他界)」という偽名でノースプラントの作業員を装い、オルゴニウムコアの精製技術のデータとコアを奪ってプラントから逃亡したところ警備員に銃撃されたところで悪魔契約を結び、悪魔化。芋虫のような外見で、プラント施設に引っ付き、ベイロンシティ一帯が大停電を引き起こす。体内にシティ1週間分の電力供給できる大量のオルゴニウムのコアが集積しており、原型を保ったまま捕獲する形となったが、アヤノ達による捕獲作業中に「羽化」し、蝶のような容姿に変化する。羽化後の姿は飛行が可能で翅から強力なレーザーを放つことが可能。最終的にシュウとキサラに連携によって心臓部をシュウに狙撃、撃墜された。墜落時に原形は留めていたものの、コアの回収が果たせず、結局ベイロンシティは計画停電を余儀なくされた。
トニー・ロッシ
声 - 三村優斗
D災害レベル：D級
伊系マフィア「オルカス」の構成員。敵対する南米系マフィア「セルピエンテ」との抗争に際し、悪魔の力を借りる形で契約した。その抗争でAAAの介入により鎮圧され人間の姿に戻り、病院に搬送された。しかし入院中にセルピエンテの幹部に報復殺害された。3話でもジュンヤとジョギングしながら悪魔憑きの取引している姿が確認できる。
マリア・ティッシ
声 - 福沙奈恵
D災害レベル：不明
トニーの恋人の女性。トニーが救急車に搬送されるところを目撃しており、後に錯乱状態になる。更にトニーが殺害されたのを知ると、アヤノ達を含めた抗争に関わった人物への復讐を誓い、悪魔憑きとなった。赤いドレスと両腕が剣と一体化した姿をした女悪魔で、映り鏡に入り込む事が可能。セルピエンテやオルカスの構成員を次々と殺害し、その後アヤノの殺害を試みるが、シュウとキサラによって阻止される形で討伐された。
花村 ジュンヤ（はなむら ジュンヤ）
声 - 沢城千春
ヨシトやトニーなどにマルチ商法勧誘風に悪魔憑き契約を行った悪魔代理人。表向きはウェストサイドを根城にする売れないホストとなっている。シュウやアヤノからの目撃証言により彼を悪魔代理人であると特定し、モーガン達が彼の自宅に捜査に向かったところ、何者かに殺害される姿で発見された。

### Engage Kill

#### ライジングサン・ミリタリーカンパニー
主人公
ゲーム版の主人公。男女変更可。
ライジングサン・ミリタリーカンパニーの社長。日本出身で元自衛隊員。自衛隊員時代に悪魔災害対応任務の際に患った悪魔の呪いを解決する目的でベイロンシティに赴き、ライジングサンを設立した。
クロエ・タン
声 - 香里有佐
ライジングサンの社員第1号の少女。名家出身の令嬢。物腰の柔らかい性格でありながら、人間離れした戦闘能力を持つ。ただし燃費が悪く、すぐ空腹になることが多い。11歳の頃から世界中を駆け回りながら波瀾万丈な経験を重ねて来た体験主義者。
竹ノ内 志保
声 - 津田美波
ライジングサンの事務職員の女性。日本のブラック企業出身。自己評価が低く、ネガティブ思考になりがちだが、前職で無理矢理培わされた経験を生かし経理や雑用をなんでも使いこなせる万能事務職員。
寿 葵
声 - 藤井ゆきよ
ライジングサンの戦闘員の女性。北米PMC出身で戦闘経験が豊富なため戦闘指導の役割を担う。ライジングサンに入社するまではベイロンシティの情報規制で多数のPMCがベイロンに集う理由や悪魔の存在を知らなかった。軍人一家でストイックな性格だが根は素直。しかし戦闘やトレーニング関連以外ではどこか抜けており脳筋の疑いがある。
エミリオ・ロメロ・アルバレス
声 - 増田俊樹
ライジングサンの情報担当の青年。ベイロンのオールドタウン出身。裏社会とパイプを持つ元アウトローの裏情通で、オールドタウンでは知らぬ者はいない人気者。ベイロンでの情報探索の際に様々な飲食店に駆け回っているためグルメ通でもある。
ノエル・コックス・シャンカール
声 - 岩井映美里
ライジングサンのメカエンジニア担当の少女。北米出身で、アメリカ人とインド人のハーフ。子供と間違われるほど小柄だが年齢は19歳。人付き合いが苦手で引きこもりながら機械をいじっているうちに才能を開花した天才エンジニア。ただしそれ以外の能力は人としてギリギリに極端である。普段は口下手だが、開発秘話や自分の技術や知識の話になると早口に喋る。
ハンプティ
声 - 伊吹誓乃
ノエルが自作で開発したAI搭載ドローン。

#### S.H.C.
富島 リョウ
声 - 寺島惇太
メグ・ナンバ
声 - 稗田寧々
元谷 ミカ
声 - 小松奈生子
ピーター・チャン
声 - 八代拓

#### 娘々巧芸社
アンナ・ツィイー
声 - 花守ゆみり
メイシャン
声 - 伊藤美来
リンリン
声 - 久保田ひかり
フェイフェイ
声 - 長江里加

#### ヴィッツィーニ・ファミリー
ダンテ・ヴィッツィーニ
声 - 内田雄馬
ヴィオラ・ヴィッツィーニ
声 - 小松未可子
クラーラ・ヴィッツィーニ
声 - 南早紀
ラウラ・ヴィッツィーニ
声 - 芹澤優

#### S.Y.U.N
王 欣怡(シンイー)
声 - 田所あずさ
山田 呉羽
声 - 吉岡茉祐
アレクサ・スミス
声 - 山下七海
佐藤 花子
声 - 伊藤彩沙

#### 瀬良研究室
瀬良 想衣
声 - 内田真礼
阿川 火澄
声 - 立花理香
六路木 景
声 - 小林千晃
白土 里央
声 - 田辺留依

#### その他
上条 功
主人公の自衛隊時代の元上官。今でも世話になっている恩人。主人公にPMC設立を薦めた人物でもある。自身もベイロンシティでPMC「ライラプス」を経営している。
アキ・カウフマン
主人公とクロエの主治医を担当するダウンタウンの診療所の女医。以前は日本の大病院に勤めていた。悪魔の呪いを受けた主人公の体調管理を担当している。クロエを主人公に紹介した人物でもある。
ミカエラ・カンパネッロ
声 - 佐倉薫
女性ばかりで構成されるPMC「ストレガ」に所属する戦闘員の女性。主人公が初めての悪魔討伐依頼の入札で出会い、初入札となる主人公に依頼の入札についての心得を教える。人使いの荒い上司の代理で入札に来ている。イタリア出身。元刑事であり、かつて多くのマフィアを検挙した実績を持ち、毒蛇のように相手の弱みを握って検挙する様から「ラトルスネイク」と呼ばれた伝説の女刑事である。警察を離れた後もシティでの捜査に協力しており、ライジングサンとも悪魔代理人の捜査に協力する。
樋口 恋次郎
オールドタウンの港湾に拠点を置く日系マフィアの若頭で、エミリオの幼馴染。部下が悪魔憑きになった際にライジングサンに助けられたことから主人公やライジングサンを命の恩人として信頼している。
オリヴァー・ウェイクマン
アッパータウンの資産家。悪魔憑きに攫われたルーシーの救出をPMCに依頼する。ルーシー救出後は彼女の視力回復も兼ねて作戦に参加したライジングサンに感謝を告げている。
ロレッタ・ウェイクマン
オリヴァーの妻。
ルーシー・ウェイクマン
オリヴァーの娘。失明を患っているが、彼女の失明した原因が主人公の呪いの経緯と一致したことから悪魔の呪いであることが判明する。呪いの原因である悪魔憑きが排除された後、視力が回復した事で呪いが解き放たれることができた。この出来事により主人公の呪いを解く一歩となった。

## テレビアニメ
『Engage Kiss』（エンゲージ・キス）は、A-1 Pictures制作による日本のテレビアニメ作品。2022年7月から9月までTOKYO MXほかにて放送された。
ラブコメディを題材としたオリジナルテレビアニメであり、太平洋に浮かぶメガフロート都市「ベイロンシティ」を舞台に、都市を脅かす「悪魔」との戦いを通じてダメ人間のシュウ、ヤンデレのキサラ、元恋人のアヤノの三角関係を描く。
つなこはキャラクターをデザインするにあたって、自分の過去の担当作ありきで起用されたと考えて普段の仕事の感じを崩さないよう意識したほか、本作は比較的大人のキャラクターが多くお仕事ものっぽいパートがあることから、現実感のあるシーンが多いキャラクターに関しては服装や髪型がファンタジーになりすぎないよう気をつけていたという。
基本衣装と第2話のパーティー服はつなこが原案を担当し、他の衣装はアニメスタッフがデザインを担当した。

### スタッフ
- 原作 - Bayron City Express[4]
- 監督 - 田中智也[4]
- シリーズ構成・脚本 - 丸戸史明[4]
- 世界観設定 - 矢野俊策[4]
- キャラクターデザイン原案 - つなこ[4]
- 悪魔デザイン原案 - 片桐いくみ[4]
- アニメーションキャラクターデザイン - 滝山真哲[4]
- サブキャラクターデザイン - 古住千秋[4]
- アニメーション悪魔デザイン・プロップデザイン - 和田慎平[4]
- 銃器デザイン - 寺岡賢司[4]
- アクション設計 - 菅野芳弘
- アクション作画監督 - 丸山大勝
- 美術監督 - 小木曽宣久[4]
- 色彩設計 - 岡崎菜々子[4]
- 撮影監督 - 宮脇洋平[4]
- CG監督 - 神田瑞帆、齋藤澄果
- 編集 - 坂本久美子
- 音響監督 - 高寺たけし[4]
- 音楽 - 藤澤慶昌[4]
- 音楽プロデューサー - 山内真治
- 音楽制作 - アニプレックス
- チーフプロデューサー - 三宅将典
- プロデューサー - 奈良駿介、多田香奈子、中倉岳大
- アニメーションプロデューサー - 藤田祥雄
- スーパーバイザー - 萩原猛[14]
- 制作 - A-1 Pictures[4]
- 製作 - Project Engage[4]

### 主題歌
「誰彼スクランブル」
halcaによるオープニングテーマ。作詞・作曲は田淵智也、編曲は川口圭太。
「恋愛脳」
ナナヲアカリによるエンディングテーマ。作詞・作曲・編曲はナユタセイジ。

### 各話リスト
| 話数   | サブタイトル           | 脚本              | 絵コンテ   | 演出                | 作画監督 | 総作画監督        | 初放送日      |
| ------ | ---------------------- | ----------------- | ---------- | ------------------- | --- | ----------------- | ------------- |
| 第01話 | クズと悪魔と男と女     | 丸戸史明          | 田中智也   | 木村佳嗣            | 滝山真哲 古住千秋 齋藤悠 たかはし隆子 水野辰哉 今田茜 永野裕大 樋口香里 佐賀野桜子 和田慎平                                                    | 滝山真哲          | 2022年 7月3日 |
| 第02話 | 欲望に浮かぶ島         | 丸戸史明          | 阿久津徹也 | 阿久津徹也          | 今田茜 鈴木理彩 水野辰哉 武佐友紀子 佐賀野桜子 武田芽衣                                                                                        | 古住千秋          | 7月10日       |
| 第03話 | ほんの僅かな酷い代償   | 丸戸史明          | 山田晃     | サトウ光敏 田中智也 | 倉谷亮多 Lee Sang-min 中田知里 和田慎平 アオヤギ                                                                                               | 滝山真哲          | 7月17日       |
| 第04話 | 奪い切れない未練       | 丸戸史明          | 阿保孝雄   | 森公太              | 永野裕大 牧野和俊 | 古住千秋          | 7月24日       |
| 第05話 | うたかたの爪痕         | 丸戸史明          | 久保雄介   | 久保雄介            | 齋藤悠 二宮奈那子 武佐友紀子 中下美湖 ひのたかふみ あおのゆか                                                                                  | 滝山真哲          | 7月31日       |
| 第06話 | 悪魔殺しの第三者       | 丸戸史明 石田竜一 | 中山奈緒美 | 鈴木真彦            | 今田茜 二宮奈々子 水野辰哉 LEE SANG-MIN 佐賀野桜子                                                                                             | 滝山真哲 古住千秋 | 8月7日        |
| 第07話 | だけどいい、それでいい | 丸戸史明 石田竜一 | 森本育郎   | 前屋俊広            | 永野裕大 都築裕佳子 石川愛理 鈴木理彩 齋藤悠 植竹康彦 相音光 小林真平                                                                          | 滝山真哲          | 8月14日       |
| 第08話 | 望んでなかった真実     | 丸戸史明          | 朝岡卓矢   | 木村佳嗣            | 川口弘明 江藤大気 今田茜 真壁誠 林子皓 | 古住千秋          | 8月21日       |
| 第09話 | 流す涙の意味を知らずに | 丸戸史明          | 阿久津徹也 | 阿久津徹也          | 伊藤美奈 樋口香里 波部崇 | 滝山真哲          | 8月28日       |
| 第10話 | 待ち望んだ最悪         | 丸戸史明          | 大槻敦史   | ほりうちゆうや      | 北島勇樹 二宮奈那子 田辺孝明 ひのたかふみ 武佐友紀子 入江崇 石川愛理                                                                           | 古住千秋          | 9月4日        |
| 第11話 | 優しく愚かな嘘         | 丸戸史明          | 佐久間貴史 | 佐久間貴史          | 齋藤悠 相音光 小林真平 今田茜 鈴木理彩 黄鶴亭 田辺孝明 中川肇 入江崇 永野裕大 植竹康彦                                                         | 滝山真哲          | 9月11日       |
| 第12話 | 彼を信じて             | 丸戸史明          | 森公太     | 森公太              | 合田浩章 二宮奈那子 樋口香里 中下美湖 岡崎洋美 永野裕大 安藤真喜 川辺雄介 山崎愛                                                               | 古住千秋          | 9月18日       |
| 第13話 | 未解決で大団円         | 丸戸史明          | 田中智也   | 田中智也 久保雄介   | 今田茜 武佐友紀子 鈴木理彩 石川愛理 二宮奈那子 小林真平 和田慎平 丸山大勝 中下美湖 ハンミンギ 安藤真喜 石川てつや ひのたかふみ 入江崇 鳥居貴史 | 滝山真哲          | 9月25日       |

### 放送局・配信サイト
| 放送期間               | 放送時間                     | 放送局         | 対象地域   | 備考                                 |
| ---------------------- | ---------------------------- | -------------- | ---------- | ------------------------------------ |
| 2022年7月3日 - 9月25日 | 日曜 0:30 - 1:00（土曜深夜） | TOKYO MX       | 東京都     |                                      |
|                        |                              | とちぎテレビ   | 栃木県     |                                      |
|                        |                              | 群馬テレビ     | 群馬県     |                                      |
|                        |                              | BS11           | 日本全域   | 製作参加 / BS放送 / 『ANIME+』枠     |
|                        | 日曜 2:30 - 3:00（土曜深夜） | メ〜テレ       | 中京広域圏 | 製作参加                             |
|                        |                              | 朝日放送テレビ | 近畿広域圏 | 『ANiMAZiNG2!!!』枠                  |
|                        | 日曜 22:00 - 22:30           | AT-X           | 日本全域   | CS放送 / 字幕放送 / リピート放送あり |

| 配信開始日                                           | 配信時間                   | 配信サイト |
| ---------------------------------------------------- | -------------------------- | --- |
| 2022年7月3日                                         | 日曜 1:00（土曜深夜） 更新 | dアニメストア（本店・ニコニコ支店・for Prime Video） |
| 2022年7月5日                                         | 火曜 12:00 更新            | Netflix Amazon Prime Video U-NEXT アニメ放題 ABEMAプレミアム WOWOWオンデマンド バンダイチャンネル Hulu FOD GYAO! ニコニコチャンネル ひかりTV ビデオマーケット music.jp Tver |
|                                                      | 火曜 23:30 - 水曜 0:00     | ニコニコ生放送 |
| 2022年7月6日                                         | 水曜 0:00（火曜深夜） 更新 | TELASA J:COMオンデマンド auスマートパスプレミアム milplus マンガUP! |
| その他のプラットフォームでも同年7月5日より順次配信。 |                            | |

### BD / DVD
| 巻 | 発売日         | 収録話          | 規格品番      | 規格品番      |
| 巻 | 発売日         | 収録話          | BD限定版      | DVD限定版     |
| -- | -------------- | --------------- | ------------- | ------------- |
| 1  | 2022年9月28日  | 第1話 - 第3話   | ANZX-15641/2  | ANZB-15641/2  |
| 2  | 2022年10月26日 | 第4話 - 第5話   | ANZX-15643/4  | ANZB-15643/4  |
| 3  | 2022年11月30日 | 第6話 - 第7話   | ANZX-15645/6  | ANZB-15645/6  |
| 4  | 2022年12月28日 | 第8話 - 第9話   | ANZX-15647/8  | ANZB-15647/8  |
| 5  | 2023年1月25日  | 第10話 - 第11話 | ANZX-15649/50 | ANZB-15649/50 |
| 6  | 2023年2月22日  | 第12話 - 第13話 | ANZX-15651/2  | ANZB-15651/2  |

### コミカライズ
いたち作画により、マンガUP!にて2022年7月2日から2024年3月27日まで連載された。
- Bayron City Express（原作） / いたち（漫画） 『Engage Kiss』 スクウェア・エニックス〈ガンガンコミックスUP!〉、全2巻
  1. 2023年2月7日発売[22][23]、ISBN 978-4-7575-8384-9
  2. 2024年6月7日発売[24]、ISBN 978-4-7575-9172-1

### ウェブ番組
アニプレックスYouTubeチャンネル、およびニコニコチャンネルプラス「ベイロンシティ政府広報部」にて、キサラ役の会沢がパーソナリティを務めるウェブラジオ「エンゲージ・キサラジオ」、生配信特番「ベイロンシティ政府広報部生放送」が放送。ベイロンシティ政府広報部では会員限定パートも公開されている。

## スマートフォンゲーム
『Engage Kill』（エンゲージ・キル）は、ヘッドロックが開発し、スクウェア・エニックスより配信されたスマートフォンゲーム。2022年夏より事前登録を開始し、2023年3月1日よりサービスを開始。基本プレイ無料（アイテム課金制）。ヒロインのクロエ・タンを香里有佐が演じる。
2024年3月21日12時をもってサービスを終了した。

### スタッフ
- 開発 - ヘッドロック
- 配信 - スクウェア・エニックス
- シナリオ全面監修 - 丸戸史明
- メインキャラクター原案 - つなこ
- オープニングアニメーション制作 - A-1 Pictures

### 主題歌
My last engagement
歌：キサラ（CV：会沢紗弥）＆クロエ（CV：香里有佐）、作詞・作曲：吟（BUSTED ROSE）